# Nina Repeta
Nina Repeta (ur. 10 września 1967 w Shelby w Karolinie Północnej) – amerykańska aktorka, znana najlepiej z roli Bessie Potter w serialu młodzieżowym Jezioro marzeń. Łącznie wystąpiła w czterdziestu dziewięciu odcinkach serialu.
Wraz z Kevinem Williamsonem, twórcą Jeziora marzeń, uczęszczała do East Carolina University. Zadebiutowała w 1994 roku rolą w filmie Zabójcze radio.